# 1974年の日本競馬
1974年の日本競馬（1974ねんのにほんけいば）では、1974年（昭和49年）の日本競馬界についてまとめる。馬齢は旧表記で統一する。
1973年の日本競馬 - 1974年の日本競馬 - 1975年の日本競馬

## できごと

### 1月 - 3月
- 1月 - 指定期限切れのため、神戸市市営競馬が廃止される[1]。
- 2月7日 - 日本中央競馬会に国際課が設けられる[1]。
- 2月8日 - 降雪のため、中央競馬は2回東京開催の4日・6日の内容を変更した[2]。
- 2月23日 - 中央競馬で電話投票が試験的に導入される[2]。
- 3月10日 - 札幌競馬場が自家用車用の駐車場を完全閉鎖する[2]。
- 3月16日 - 大阪府の春木競馬場が廃止される。これにより、地方競馬での障害競走もすべて廃止となった[2]。

### 4月 - 6月
- 4月11日 - 厩務員ストライキのため、中央競馬は2回中山・阪神の7日・8日開催が中止となる。皐月賞は5月3日の東京開催に、天皇賞（春）は5月5日に順延された[2]。
- 4月30日 - 梅田場外発売所の機械化工事が竣工する[2]。
- 5月2日 - 厩務員ストライキのため、4回東京開催の番組が変更される[2]。
- 5月3日 - 皐月賞において初のシード制（単枠指定）が採用される。競走はシード第1号となったキタノカチドキが優勝[2]。
- 5月14日 - 益田競馬場で自動車事故が発生、在籍騎手11名のうち3名が死亡した[2]。
- 5月18日 - 中央競馬では、この日から指定席入場の際に特殊インクを使ったハンドスタンプを押すようになる[2]。
- 6月6日 - 大井競馬場で中央競馬招待競走が始まる[2]。
- 6月28日 - 札幌競馬場でトータリゼータシステムが導入される[2]。

### 7月 - 9月
- 7月1日 - 帯広競馬場でスタンドの落成式が行われる[2]。
- 7月13日 - 北見競馬場が北見市若松に移転する[2]。
- 8月23日 - 阪神競馬場のダートコース、西厩舎、警備センターが完成する[2]。
- 9月20日 - 日本中央競馬会の創立20周年記念式典が本部大会議室で行われる[2]。
- 9月30日 - 渋谷サービスステーションのトータリゼータシステム化が完了する[2]。

### 10月 - 12月
- 10月4日 - フランスで行われる第8回パリ国際競馬会議に、日本から日本中央競馬会の池内武夫常務理事らが出席する[2]。
- 10月26日 - 日本中央競馬会創立20周年を記念して、この日から4日間（10月26日-11月3日）にかけて外国騎手招待競走が開催される。競走にはイギリス・アメリカ合衆国・フランス・ソビエト連邦・タイの5か国から招かれた騎手が出場し、前半は京都、後半は東京競馬場で行われた[3]。
- 11月19日 - フィリピンのマニラで開かれた第12回アジア競馬会議に、日本から日本中央競馬会の来正秀雄理事らが出席する[3]。
- 11月21日 - 日本中央競馬会の新橋分館が竣工。同館5階に電算室センターが設けられる[3]。
- 11月25日 - アジア競馬会議国際騎手招待競走に、中央競馬の高橋成忠騎手が出場、3競走のうち2着2回などの成績を収めた[3]。
- 11月30日 - 阪神競馬場の正門前の一般無料駐車場が廃止される[3]。

## 競走成績

### 中央競馬の主な競走
- 第34回桜花賞（阪神競馬場・4月7日）優勝 : タカエノカオリ（騎手 : 武邦彦）
- 第34回皐月賞（東京競馬場・5月3日）優勝 : キタノカチドキ（騎手 : 武邦彦）
- 第69回天皇賞（春）（京都競馬場・5月5日） 優勝 : タケホープ（騎手 : 嶋田功）
- 第35回優駿牝馬（オークス）（東京競馬場・5月19日) 優勝 : トウコウエルザ（騎手 : 嶋田功）
- 第41回東京優駿（日本ダービー）（東京競馬場・5月26日) 優勝 : コーネルランサー（騎手 : 中島啓之）
- 第15回宝塚記念（京都競馬場・6月2日）優勝：ハイセイコー（騎手：増沢末夫）
- 第35回菊花賞（京都競馬場・11月10日） 優勝 : キタノカチドキ（騎手 : 武邦彦）
- 第5回ビクトリアカップ（京都競馬場・11月17日） 優勝 : トウコウエルザ（騎手 : 嶋田功）
- 第70回天皇賞（秋）（東京競馬場・11月24日） 優勝 : カミノテシオ（騎手 : 加賀武見）
- 第19回有馬記念（中山競馬場・12月15日） 優勝 : タニノチカラ（騎手 : 田島日出雄）

### 中央競馬・障害
- 第72回中山大障害（春）（中山競馬場・4月7日）優勝 : グランドマーチス（騎手 : 寺井千万基）
- 第73回中山大障害（秋）（中山競馬場・12月22日）優勝： グランドマーチス（騎手：寺井千万基）

## 表彰

### 優駿賞
- 年度代表馬・最優秀4歳牡馬 キタノカチドキ
- 最優秀3歳牡馬 ライジン
- 最優秀3歳牝馬 テスコガビー
- 最優秀4歳牝馬 トウコウエルザ
- 最優秀5歳以上牡馬 タニノチカラ
- 最優秀5歳以上牝馬 該当馬なし
- 最優秀障害馬 グランドマーチス
- 最優秀アラブ アイズムサシ

## 誕生
この年に生まれた競走馬は1977年のクラシック世代となる。

### 競走馬
- 1月28日 - ノーザンディクテイター
- 2月10日 - グリーンシャトー
- 2月21日 - ウズシオタロー
- 2月22日 - ヒシスピード、ラッキールーラ
- 3月11日 - カネミカサ
- 3月15日 - ハードバージ
- 3月25日 - クリスタルパレス
- 4月8日 - リニアクイン
- 4月13日 - テンメイ
- 4月14日 - プレストウコウ
- 4月29日 - サンシャインボーイ
- 5月1日 - インターグロリア、ハシコトブキ
- 5月19日 - マルゼンスキー
- 5月21日 - リュウキコウ
- 5月23日 - カネミノブ
- 5月24日 - ロイヤルスキー
- 6月17日 - ホワイトナルビー
- 不明 - ラッキーソブリン

### 人物
- 1月9日 - 入口将宣騎手（浦和）
- 1月16日 - 田島俊明調教師（JRA）
- 1月28日 - 永島太郎騎手、調教師（兵庫）
- 3月8日 - 山田信大騎手、調教師（船橋）
- 3月12日 - 岩田康誠騎手（JRA）
- 3月19日
  - 後藤浩輝騎手（JRA）
  - 横山義行騎手（JRA）
- 3月27日 - 宗像徹騎手（JRA）
- 4月26日 - 三井健一騎手（ホッカイドウ）
- 5月5日 - 小林徹弥騎手（JRA）
- 5月19日 - 鎌田滋騎手（大井）
- 6月3日 - 川合達彦騎手（JRA）
- 8月13日 - 丸野勝虎騎手（名古屋）
- 8月17日 - 牧浦充徳調教師（JRA）
- 8月26日 - 伊藤直人騎手（JRA）
- 9月26日 - 池本徳子騎手（福山）
- 10月3日 - 和田正一郎調教師（JRA）
- 10月14日 - 西田雄一郎騎手、調教師（JRA）
- 11月7日 - 佐々木亜紀騎手（水沢）
- 11月8日 - 中越豊光騎手（兵庫）
- 11月18日 - 飯田祐史騎手、調教師（JRA）
- 12月25日 - 嶋田高宏騎手（JRA）

## 死去

### 競走馬
- 5月10日 - ガーサント

### 人物
- 5月17日 - 高橋優子[2]（騎手）